# François Duprat
François Duprat (* 26. Oktober 1940 in Ajaccio, Korsika; †  18. März 1978 bei Caudebec-en-Caux) war ein französischer Lehrer, Schriftsteller und militanter Anhänger des Nationalisme révolutionnaire. Er gilt als Theoretiker der französischen Nouvelle Droite und als Nummer zwei des Front National (FN) in den 1960er und 1970er Jahren.

## Leben
Duprat war Trotzkist in seinen frühen Jahren, bewegte sich allerdings schnell an den rechten Rand und wurde Mitglied der Jeune Nation  der Fédération des étudiants nationalistes (FEN). Obwohl starker Gegner der algerischen Unabhängigkeit, unterstützte er als Antizionist stets arabische Staaten. Nach den Verträgen von Évian 1962 wurde Algerien unabhängig. Duprat suchte sich ein neues Betätigungsfeld und reiste nach Katanga. Dort unterstützte er die Sezession Moïse Tschombés als Propagandadirektor bei Radio-Katanga.
Nach seiner Rückkehr nach Frankreich wurde er Mitglied von Occident, die sich gegen linke Studenten wandte. 1972 gehörte er zu den Mitgründern des Front National (FN).

## Tod und Gedenken
Am 18. März 1978 starb Duprat durch ein Autobombenattentat bei Caudebec-en-Caux. Seine Gattin Jeanine wurde durch den Anschlag gelähmt. Über die Urheberschaft des Mordes wurde wild spekuliert. Dies reichte von jüdischen Gruppen bis zu rechten Konkurrenten. Jean-Pierre Bloch, Direktor der antirassistischen LICRA, verurteilte den Mord.
Der Holocaustleugner Richard Verrall alias Richard Harwood, Autor des Pamphletes Did Six Million Really Die?, lobte Duprats «Verdienste».
Jedes Jahr besuchte der Mitbegründer des Front National Jean-Marie Le Pen das Grab Duprats auf dem cimetière de Montmartre.